# 北美黑啄木鸟
北美黑啄木鸟（学名：Dryocopus pileatus；英语：pileated woodpecker）是黑啄木鸟属的一种大型啄木鸟，生活于北美的落叶林中，它是美国现存最大的啄木鸟，成鸟翼展可达66至75（26至30英寸）。

## 分类
它有两个亚种，北方亚种体型稍大：
- D. p. abieticola (Bangs, 1898) – 北部北美黑啄木鸟
- D. p. pileatus (Linnaeus, 1758) – 南部北美黑啄木鸟

## 特征
体长40至49 cm（16至19英寸），翼展66至75 cm（26至30英寸），重225至400 g（7.9至14.1 oz），雄鸟体型较大。翼弦长21.4至25.3 cm（8.4至10.0英寸），尾长14.0至17.4 cm（5.5至6.9英寸），喙长4.1至6.0 cm（1.6至2.4英寸），跗骨长3.1至3.8 cm（1.2至1.5英寸）。

## 与人类的关系
这种鸟类没有迁徙的习性，但受美国候鸟法保护。啄木鸟伍迪可能是按照这种鸟的形象设计的。